# Ptolemaeus của Commagene
Ptolemaeus (tiếng Hy Lạp: Πτολεμαῖος) là một người gốc Armenia, sống vào giữa thế kỷ thứ 3 trước công nguyên đến thế kỷ thứ 2 trước Công nguyên, ông đã trở thành vị vua đầu tiên của Commagene. Ông là nguồn gốc từ triều đại Orontid ở Armenia, có liên quan đến vua Arsames Sophene I. Cha ông là vua Orontes IV của Armenia, con trai của Arsames I.
Ptolemaeus là phó vương cuối cùng (Thống đốc) của tiểu quốc Commagene, một tỉnh của đế quốc Seleucid. Ông phục vụ dưới các đời vua Antiochus III Đại đế của Syria, Seleukos IV Philopator, Antiochus IV Epiphanes và Antiochus V Eupator.
Ptolemaeus đã phục vụ như là một phó vương của Commagene từ giữa những năm 201 TCN-163 TCN. Khi đế chế Seleucid bắt đầu tan rã vào năm 163 TCN, Ptolemaeus đã quyết định tiến hành một cuộc nổi dậy và làm cho Commagene trở thành một vương quốc độc lập. Ptolemaus cũng tuyên bố Samosata, là kinh đô của Commagene.
Ptolemaeusthực tế có liên quan đến vua Mithridates I của Parthia và liên quan đến các triều đại vua Parthia. Theo các mảnh điêu khắc được tìm thấy tại núi Nemrut, các nhà khảo cổ đã phát hiện ra rằng Ptolemaeus là hậu duệ của vua Ba Tư Darius I của Ba Tư. Ptolemaeus mất vào khoảng năm 130 TCN và người vợ của ông thì không được biết rõ. Con trai của ông, Sames II Theosebes Dikaios đã lên kế vị ông sau này.